# لوري كليمنتس لامبيث
لوري كليمنتس لامبيث (بالإنجليزية: Laurie Clements Lambeth)‏ (31 ديسمبر 1968)؛ كاتِبة وشاعرة أمريكية.